# 夏洛
夏洛（法語：Charlot，？—？），法国男子赛艇运动员。他曾代表法国参加1900年夏季奥林匹克运动会赛艇比赛，获得男子四人单桨有舵手金牌。